# Arxiu Municipal de Sant Adrià de Besòs Isabel Rojas Castroverde
L'Arxiu Municipal de Sant Adrià de Besòs és el servei municipal que gestiona la documentació produïda i rebuda per l'Ajuntament d'aquest municipi del Barcelonès així com la cedida per entitats, empreses o particulars. En tant que arxiu del SAC, Les seves funcions són la classificació, la descripció, la conservació i la difusió dels fons que custodia i que inclouen documentació datada entre el 1734 i l'actualitat. Forma part de la Xarxa d'Arxius Municipals de la Diputació de Barcelona. A part de la conservació del patrimoni documental, també s'encarrega de garantir el dret d'accés a la informació pública per part de la ciutadania sempre d'acord amb la legislació vigent. L'Arxiu és el responsable de salvaguardar i donar a conèixer el patrimoni documental de Sant Adrià. Els fons que s'hi conserven permeten conèixer l'evolució i la transformació de la ciutat i dels seus barris: Sant Adrià Nord, Sant Joan Baptista, La Verneda, La Catalana, La Mina i el Besòs.
La creació d'aquest servei es remunta a l'any 2000. Des de l'origen l'arxiu va estar a càrrec de la tècnica municipal Isabel Rojas Castroverde, molt interessada per la història local. L'equipament es va instal·lar inicialment a la cinquena planta de l'edifici de l'Ajuntament. Amb la participació d'estudiants d'arxivística es van dissenyar els primers instruments de classificació. Al cap d'un any es va poder traslladar l'arxiu a l'actual ubicació al carrer Mossèn Josep Pons en un espai adaptat a les necessitats que requereix un servei d'aquest tipus.
L'Isabel Rojas va seguir al càrrec de l'equipament fins al 2003, moment en què va retirar-se per motius de salut. El 2014 es va posar el seu nom a l'Arxiu a manera d'homenatge.

## Fons documentals[7]
L'Arxiu Municipal de Sant Adrià de Besòs custodia diversos fons documentals relacionats amb la localitat. La major part d'aquests han estat produïts per l'Ajuntament o organismes que en depenen, però es compta també amb fons fruit de les donacions de particulars.
Hi ha un total de 40 fons, una gran part dels quals són donacions de particulars. Per a conèixer els detalls de cada fons es pot consultar el quadre de fons al web de l'Arxiu, però es relacionen a continuació els més extensos:
- Ajuntament de Sant Adrià de Besòs: Documentació generada o rebuda per l'administració local en l'exercici de les seves funcions. Els primers documents del fons es remunten a l'any 1813, però es té constància de tres destruccions de documentació (1697, 1808 i 1813) que van malmetre els fons documentals. Les tres destruccions van ser provocades per conflictes bèl·lics (Guerra dels nou anys i Guerra del Francès)
- Patronat del Centre de Planificació Familiar: Organisme municipal actiu entre 1980 i 2007 per tal de garantir els drets sexuals i reproductius de la població.
- Estacionaments Urbans de Sant Adrià de Besòs: Empresa pública, activa des de 1980, responsable de la gestió dels aparcaments públics i la grua municipal.
- Jutjat de Pau de Sant Adrià de Besòs: El fons comprèn la documentació produïda i rebuda pel Jutjat de Pau de Sant Adrià de Besòs des de la seva creació a finals del segle xix i fins a la dècada del 1980.
- Taller de Fotografia de l'Escola Jara: Recull centenars de fotografies realitzades per alumnes de l'Escola Jara del barri de La Mina entre 1985 i 1990 en el marc d'un taller extraescolar impulsat pel mestre José Maria Escalona.
- Fàbrica Schott Atevi: Aquest fons conserva documentació recuperada de l'empresa de fabricació de vidre que va estar en funcionament a Sant Adrià entre 1953 i 2014.